# Olympische Sommerspiele 2024/Teilnehmer (Panama)
| Gelbes Symbol für Goldmedaillen mit stilisierten Olympischen Ringen | Graues Symbol für Silbermedaillen mit stilisierten Olympischen Ringen | Braundes Symbol für Bronzemedaillen mit stilisierten Olympischen Ringen |
| ------------------------------------------------------------------- | --------------------------------------------------------------------- | ----------------------------------------------------------------------- |
| —                                                                   | 1                                                                     | —                                                                       |

Panama nahm an den Olympischen Spielen 2024 vom 26. Juli bis zum 11. August 2024 in Paris teil. Es war die insgesamt 19. Teilnahme an Olympischen Sommerspielen.

## Teilnehmer nach Sportarten

### Boxen
Durch den Gewinn der Silbermedaille bei den Panamerikanischen Spielen 2023 qualifizierte sich Atheyna Bylon im Mittelgewicht der Frauen.
| Athleten      | Wettbewerb       | Achtelfinale | Achtelfinale | Viertelfinale | Viertelfinale | Halbfinale | Halbfinale | Finale  | Finale   | Rang   |
| Athleten      | Wettbewerb       | Gegner       | Ergebnis     | Gegner        | Ergebnis      | Gegner     | Ergebnis   | Gegner  | Ergebnis | Rang   |
| ------------- | ---------------- | ------------ | ------------ | ------------- | ------------- | ---------- | ---------- | ------- | -------- | ------ |
| Frauen        |                  |              |              |               |               |            |            |         |          |        |
| Atheyna Bylon | Klasse bis 75 kg | W. Chalsowa  | 4:1          | E. Wójcik     | 3:2           | C. Ngamba  | 4:1        | Li Qian | 1:4      | Silber |

### Judo
Über die IJF-Weltrangliste konnte sich eine panamaische Judoka im Leichtgewicht der Frauen qualifizieren.
| Athleten         | Wettbewerb       | 1. Runde  | 1. Runde | 2. Runde | 2. Runde | Achtelfinale | Achtelfinale | Viertelfinale | Viertelfinale | Halbfinale / Trostrunde | Halbfinale / Trostrunde | Finale / Platz 3 | Finale / Platz 3 | Rang |
| Athleten         | Wettbewerb       | Gegner    | Ergebnis | Gegner   | Ergebnis | Gegner       | Ergebnis     | Gegner        | Ergebnis      | Gegner                  | Ergebnis                | Gegner           | Ergebnis         | Rang |
| ---------------- | ---------------- | --------- | -------- | -------- | -------- | ------------ | ------------ | ------------- | ------------- | ----------------------- | ----------------------- | ---------------- | ---------------- | ---- |
| Frauen           |                  |           |          |          |          |              |              |               |               |                         |                         |                  |                  |      |
| Kristine Jiménez | Klasse bis 57 kg | M. Dahouk | 10:0     | —        | —        | C. Deguchi   | 0:10         | ausgeschieden | ausgeschieden | ausgeschieden           | ausgeschieden           | ausgeschieden    | ausgeschieden    | 9    |

### Leichtathletik
Die Olympianorm des Weltverbandes konnte Gianna Woodruff über 400 Meter Hürden der Frauen erreichen.
Laufen und Gehen
| Athleten        | Wettbewerb   | Vorlauf | Vorlauf | Hoffnungslauf | Hoffnungslauf | Halbfinale    | Halbfinale    | Finale        | Finale        | Rang          |
| Athleten        | Wettbewerb   | Zeit    | Rang    | Zeit          | Rang          | Zeit          | Rang          | Zeit          | Rang          | Rang          |
| --------------- | ------------ | ------- | ------- | ------------- | ------------- | ------------- | ------------- | ------------- | ------------- | ------------- |
| Frauen          |              |         |         |               |               |               |               |               |               |               |
| Gianna Woodruff | 400 m Hürden | 54,93 s | 5       | 55,10 s       | 3             | ausgeschieden | ausgeschieden | ausgeschieden | ausgeschieden | ausgeschieden |
| Männer          |              |         |         |               |               |               |               |               |               |               |
| Arturo Deliser  | 100 m        | 10,35 s | 7       | ausgeschieden | ausgeschieden | ausgeschieden | ausgeschieden | ausgeschieden | ausgeschieden | ausgeschieden |

### Radsport
Über die UCI-Straßen-Weltrangliste nach Nationen erhielt Panama einen Startplatz für das Straßenrennen der Männer.

#### Straße
| Athleten           | Wettbewerb    | Zeit      | Rang |
| ------------------ | ------------- | --------- | ---- |
| Männer             |               |           |      |
| Franklin Archibold | Straßenrennen | 6:39:27 h | 67   |

### Schwimmen
| Athleten           | Wettbewerb  | Vorlauf     | Vorlauf | Halbfinale    | Halbfinale    | Finale        | Finale        | Rang |
| Athleten           | Wettbewerb  | Zeit        | Rang    | Zeit          | Rang          | Zeit          | Rang          | Rang |
| ------------------ | ----------- | ----------- | ------- | ------------- | ------------- | ------------- | ------------- | ---- |
| Frauen             |             |             |         |               |               |               |               |      |
| Emily Santos       | 100 m Brust | 1:09,94 min | 30      | ausgeschieden | ausgeschieden | ausgeschieden | ausgeschieden | 30   |
| Männer             |             |             |         |               |               |               |               |      |
| Tyler Christianson | 200 m Brust | 2:15,62 min | 22      | ausgeschieden | ausgeschieden | ausgeschieden | ausgeschieden | 22   |

### Turnen
Durch ihre Leistungen im Einzelmehrkampf bei den Weltmeisterschaften 2023 erhielt Hillary Heron einen persönlichen Startplatz für die Olympischen Spiele.

#### Gerätturnen
| Athleten      | Wettbewerb       | Qualifikation | Qualifikation | Finale        | Finale        | Rang |
| Athleten      | Wettbewerb       | Punkte        | Rang          | Punkte        | Rang          | Rang |
| ------------- | ---------------- | ------------- | ------------- | ------------- | ------------- | ---- |
| Frauen        |                  |               |               |               |               |      |
| Hillary Heron | Boden            | 13,033        | 29            | ausgeschieden | ausgeschieden | 29   |
| Hillary Heron | Schwebebalken    | 12,166        | 59            | ausgeschieden | ausgeschieden | 59   |
| Hillary Heron | Sprung           | 13,650        | 14            | ausgeschieden | ausgeschieden | 14   |
| Hillary Heron | Stufenbarren     | 11,766        | 71            | ausgeschieden | ausgeschieden | 71   |
| Hillary Heron | Mehrkampf Einzel | 50,765        | 44            | ausgeschieden | ausgeschieden | 44   |